# Мирсалим, Мостафа
Сеид Мостафа Ага Мирсалим (р. 9 июня 1947, Тегеран) — иранский инженер и консервативный политик, бывший министр культуры и исламской ориентации. Он был кандидатом в президенты на выборах 2017 года, на которых занял третье место, получив 1,17 % голосов.

## Ранняя биография и образование
Он получил степень бакалавра в области механики в университете Пуатье в 1969 году, магистра в области механики в Национальной школе механики и авиационной техники в 1971 и, в том же году, магистра наук в области механики жидкостей и термодинамики в аспирантуре университета Пуатье. В 1972 году Мустафа получил степень магистра в области двигателей внутреннего сгорания от национальной школы нефти и двигателей.
Он работал стажёром в Alsace Mechanical Industries в 1976 году, после чего он вернулся в Иран. С 1976 по 1979 Мустафа работал на посту операционного директора в Тегеранском метрополитене.

## Карьера
После Иранской революции Мирсалим служил начальником национальной полиции. В июле 1980 года тогдашний президент Абольхасан Банисадр предложил его кандидатуру на пост премьер-министра, как компромиссного кандидата, приемлемого как для него, так и для парламента, в котором доминировали представители Исламской республиканской партии. Банисадр под давлением был вынужден согласиться на кандидатуру Мохаммада Али Раджаи. С 1981 по 1989 Мустафа был советником тогдашнего президента Али Хаменеи.
В начале 1989 года, в связи со смертью и похоронами Хирохито, 124-го императора Японии, который правил страной более 60 лет, вплоть до своей смерти, Мирсалим и Хоссейн Саффар Харанди, член парламента и председатель парламентского комитета по вопросам сельского хозяйства, прибыли в Императорский дворец в Токио, чтобы принять участие в Императорском погребальном обряде 24 февраля с Мохаммадом Хоссейном Адели, Чрезвычайным и Полномочным послом Ирана в Японии и его женой.
Политик был назначен министром культуры и исламской ориентации в 1994 году. Его пребывание на посту характеризуется сильным консервативным исламским направлением, целью которого было предотвратить «культурное давление» Запада и способствовать благочестию исламской культуры, в том числе за счет использования репрессивных мер. Министерство под его руководством получило особую известность закрытием ряда реформистских газет.
Позже он был назначен в Совет целесообразности Ирана.
Он является доцентом машиностроения в Технологическом университете имени Амира-Кабира.

## Избирательная история
| Год  | Выборы        | Кол-во голосов | %      | Порядок | Примечания |
| ---- | ------------- | -------------- | ------ | ------- | ---------- |
| 2017 | Президентские | 478,215        | 1,16 % | 3-й     | Проиграл   |

## Личная жизнь
Согласно информации «Iranian Diplomacy», Мирсалим женат на француженке. Он увлекается плаванием и, обычно, носит бороду-ширму, смокинг без воротника и тёмную ермолку.